# Waldlerhaus

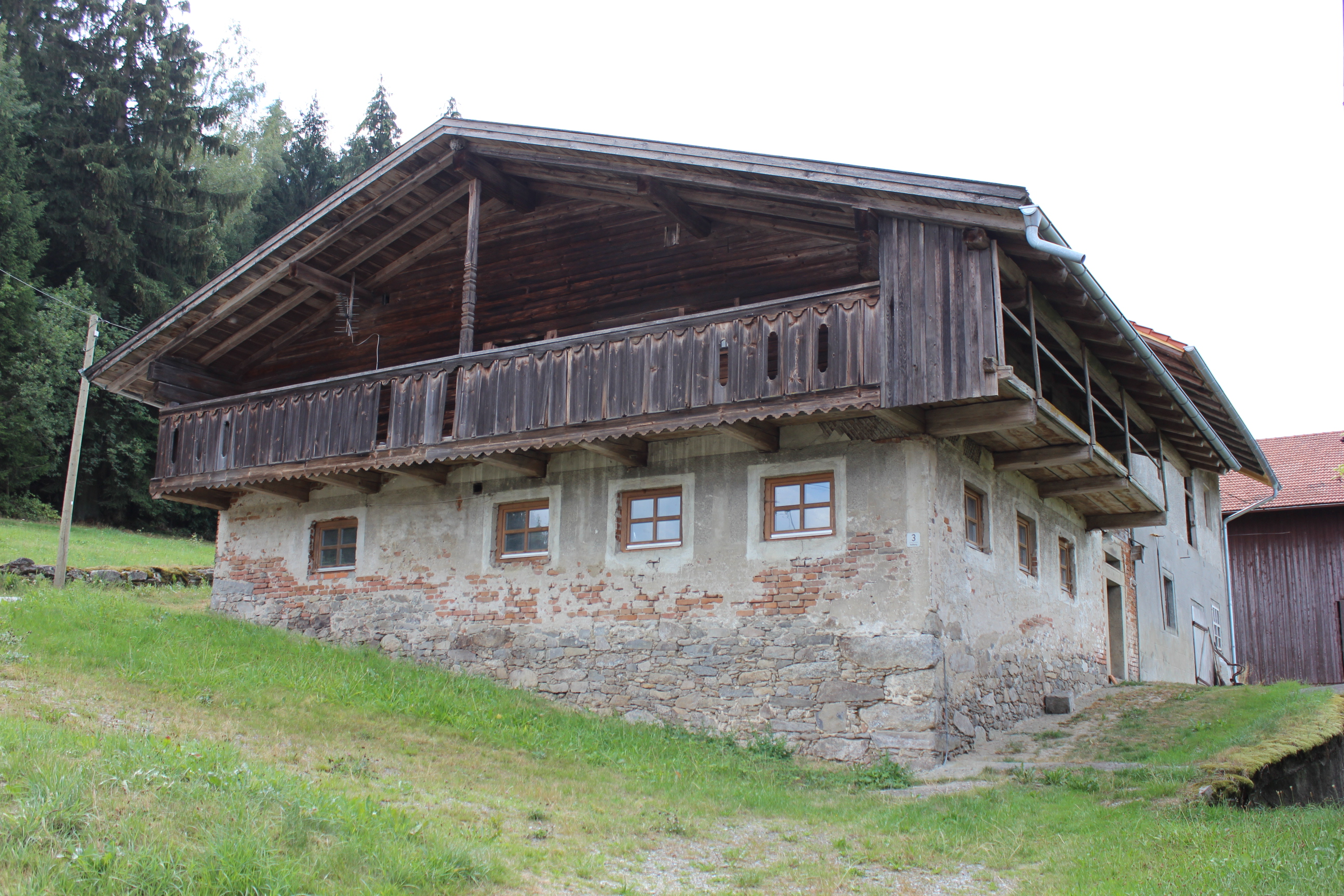
Waldlerhaus in Kellburg in typischer Einfirstbauweise mit teilweise verkleidetem Schrot

Das Waldlerhaus ist eine lokale Bauform von landwirtschaftlichen Gebäuden im Bayerischen Wald und im Oberpfälzer Wald. Die Bezeichnung „Waldlerhaus“ geht zurück ins 19. Jahrhundert und bezeichnet das Haus eines Menschen, der im und vom Wald lebt.
Das Verbreitungsgebiet ist an der Waldgrenze des Bayerischen und Oberpfälzer Waldes auszumachen. Die Abgrenzung des zugehörigen kulturgeschichtlichen Raums ist durch die jüngere Geschichte erschwert. Denn bis zum Zweiten Weltkrieg bildete der Raum des unteren Bayerischen Waldes, des Mühlviertels in Österreich und des südlichen Böhmerwaldes im heutigen Tschechien eine große Einheit. Daraus ergibt sich auch die Schwierigkeit der Abgrenzung zum Böhmerwaldhaus, das im Grenzgebiet zu Tschechien und im Böhmerwald zu verorten ist.

## Haustyp
Das Waldlerhaus ist in der Regel ein Einfirsthaus mit Satteldach. Es sind meist kleine ein- bis zweigeschossige Einheitshäuser mit rückwärtigem Stallteil. Am Ende ist meist eine Scheune angebaut. Das Erdgeschoss kann aus Stein gebaut sein. Kniestock bzw. Obergeschoss sind in der Regel aus Holz. Mit Steinen beschwerte Legschindeln waren die ursprüngliche Form der Dachdeckung, später ersetzt durch Falzziegel. Der weite Dachüberstand war den hohen Niederschlagswerten in den Mittelgebirgen geschuldet. Er bot guten Abfluss des Regenwassers und trockene Lagermöglichkeiten im Freien. Beim Übergang zur Eindeckung mit Ziegeln musste oft die Dachneigung erhöht werden, was sich gut an den Balken am First verfolgen lässt. Die Eindeckung mit Ziegeln wurde im 20. Jahrhundert begünstigt, weil sich dadurch höhere Brandversicherungsbeiträge einsparen ließen.

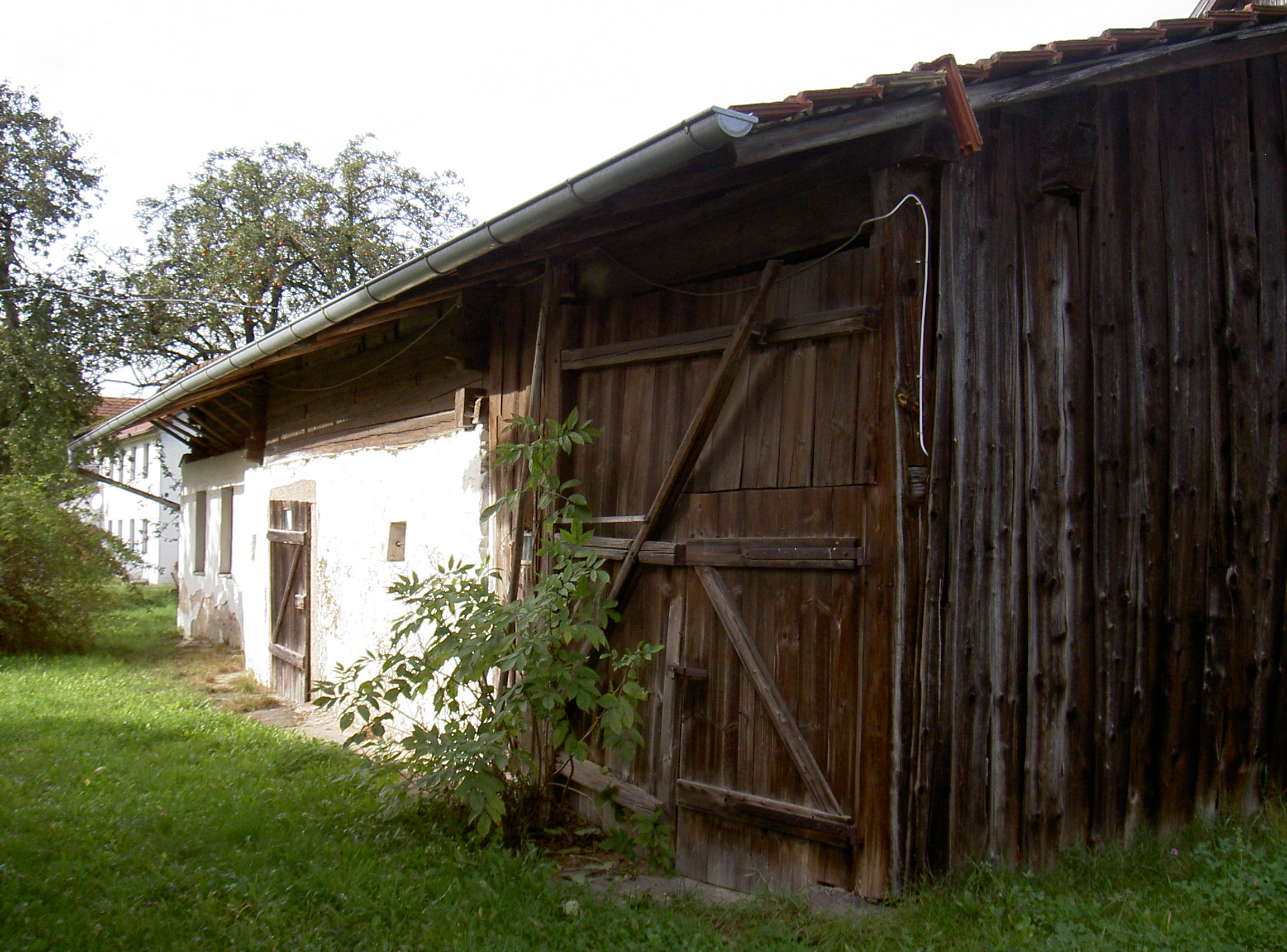
Das Waldlerhaus ist üblicherweise ein Arme-Leute-Haus.

Der Hauseingang befindet sich fast immer an der Traufseite. Im Museumsdorf Bayerischer Wald finden sich aber auch einige Häuser mit giebelseitigem Eingang. Der Haustüre vorgelagert ist die sogenannte „Gred“, ein meist gepflasterten, regengeschützten Weg entlang der Traufseite. Die Haustüre öffnet sich zu einem Gang, dem sogenannten „Flez“. Die erste Tür in Richtung Giebel führt sofort zur Stube, die meist quadratisch angelegt ist, mit je zwei Fenstern zum Giebel und zur Traufseite mit Haustüre.

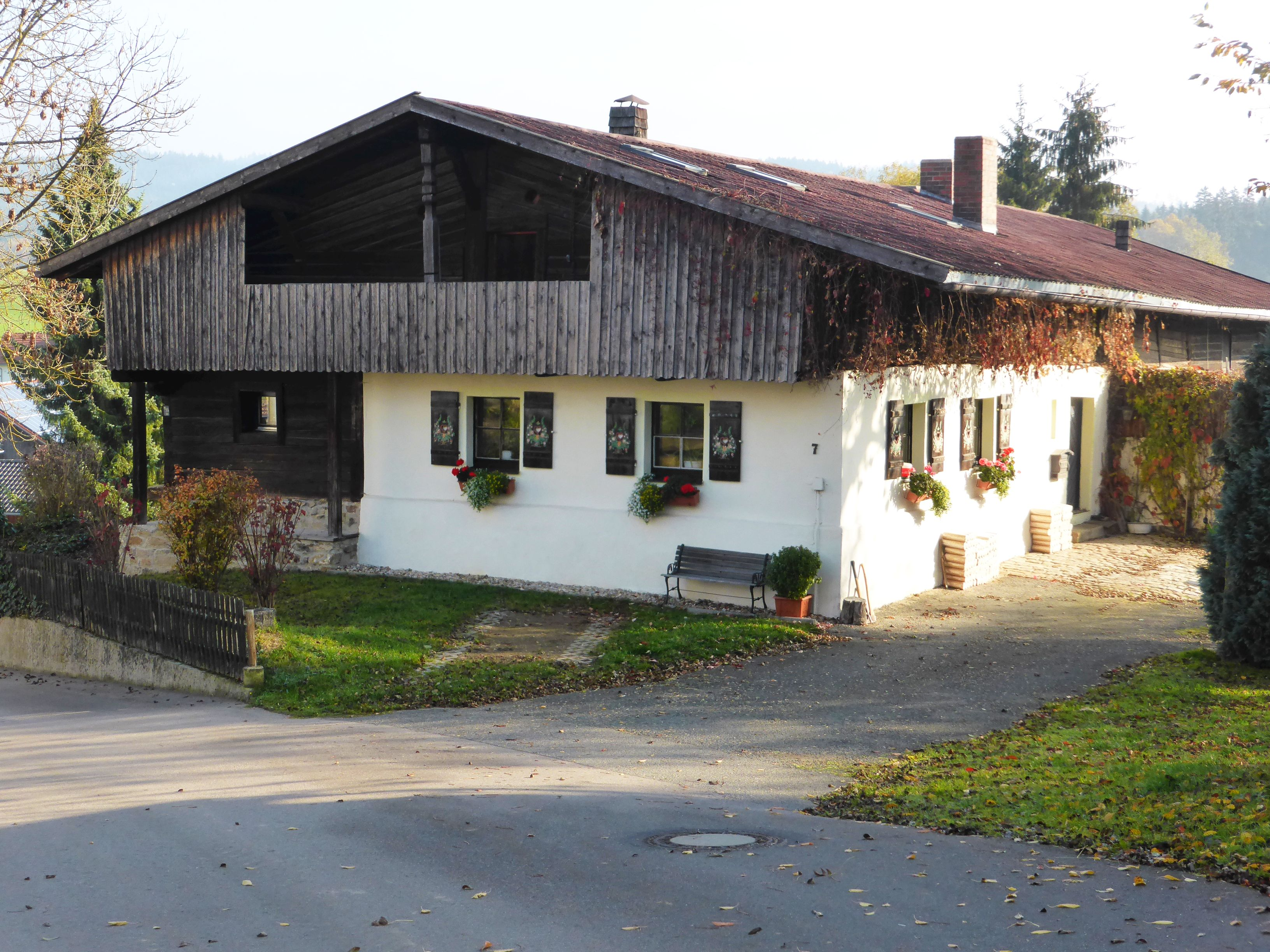
Der verkleidete Schrot mit Firstbalken ist ein typisches Element.

An der Giebelseite im Obergeschoss, selten an der Traufseite, ist ein Balkon, „Gang“ oder „Schrot“ genannt, üblich. Dieser Balkon ist sehr oft bis auf wenige Quadratmeter verbrettert, wohl als Schutz gegen die Unbilden des rauen Klimas. Die Firstsäule ist eines der wenigen Zierelemente, erfüllt aber auch die Funktion als Medium um verschiedenes aufzuhängen. Auch auf der Traufseite wurde das Obergeschoss außen genutzt. Die Konsolbalken wurden so ergänzt, dass hier Bretter, Stangen, Leitern und ähnliches trocken gelagert werden konnten.
In den Waldgebieten gab es selten wohlhabende Bauern. Deshalb sind Waldlerhäuser oft klein. Die kleinste Form wird „Sacherl“ oder „Gütl“ genannt. Waldlerhäuser ergänzen auch manche größere Wirtschaftseinheit in Form eines Austragshauses für die ältere Generation, die den Hof bereits übergeben hat.

## Inhaus
Waldlerhäuser finden sich auch oft als ehemalige Inhäuser. Das Inhaus ist ein dem Hauptgebäude vorgelagertes Haus, das nicht zur Familie gehörenden Inwohnern zur Verfügung stand. Als kleines Wohnstallhaus entstand es als eigene Organisationseinheit für einen „Inwohner“, der gleichsam in einem „Unterlehensverhältnis“ zum Hofbesitzer stand. Der Bauer stellte ihm das Gebäude „zusammen mit einem kleinen Acker und einigen Dezimalen Wiese zur Verfügung. Als Gegenleistung erwartete [er] … Arbeit auf Hof und Feld, zu jeder Zeit, manchmal auch einen bestimmten jährlichen Geldbetrag“ (Georg Baumgartner). Einige dieser Nebengebäude waren offenkundig ursprünglich die Haupthäuser der Anwesen gewesen und hatten im Zuge eines gewissen wirtschaftlichen Aufschwungs den Ansprüchen der Besitzer nicht mehr genügt. Sie wechselten daraufhin die Funktion und rückten gegenüber dem Neubau eines Wohnhauses oder Wohnstallhauses zurück in eine Reihe mit anderen, eigens zu diesem Zweck errichteten Inhäusern. Auch kam es vor, dass sie nach dem erfolgten Neubau des Haupthauses für die Altenteiler (Austragler) reserviert wurden, deren räumliche Ansprüche naturgemäß bescheidener ausfallen konnten.

## Zimmer

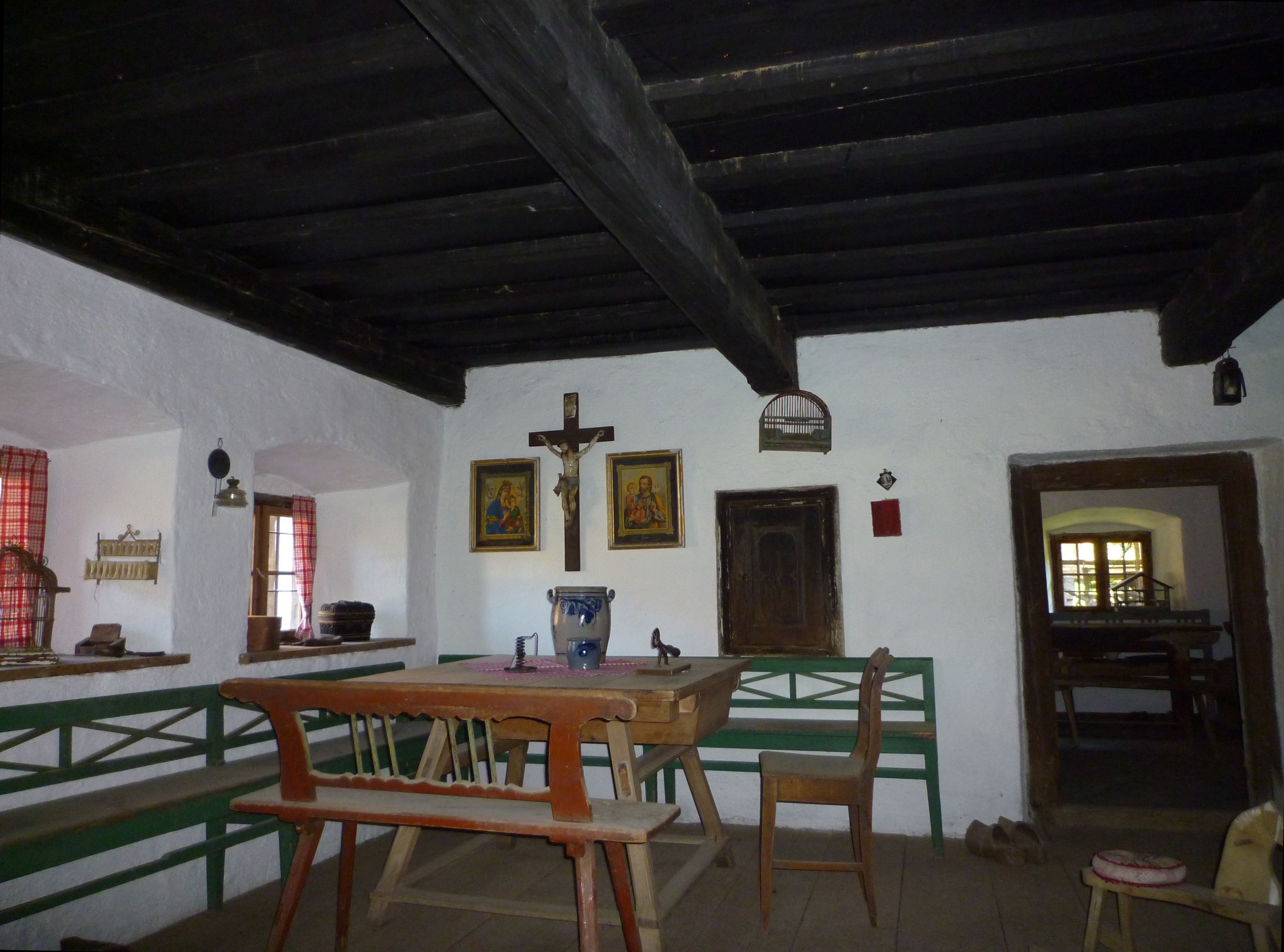
Stube im Museumsdorf Bayerischer Wald

Die meist quadratische Stube war der Mittelpunkt des häuslichen Lebens. In einer Ecke befand sich der gemauerte Ofen, an den Außenfassaden lief eine durchgehende Bank entlang.
Die Schlafkammern waren nicht nur auf das Obergeschoss beschränkt.
Am Ende des Durchgangs, des Flez, war ursprünglich die „Schwarze Kuchl“, eine Herdstelle von der aus sich der Rauch ohne Kamin den Weg durch das Dach suchen musste.

## Gefährdung und Schutz
Die 2017 noch andauernde Revision der Denkmalliste des Bayerischen Landesamtes für Denkmalpflege hat bereits zur Streichung von Waldlerhäusern im dreistelligen Bereich geführt. Die kleinen, niedrigen, dunklen Räume lassen sich nur schwer mit modernen Wohnbedürfnissen in Einklang bringen, gewerbliche Nutzungen sind ebenfalls praktisch ausgeschlossen. Dies führte zu massenhafter Aufgabe, Verwahrlosung und Abbruch dieses einst prägenden Haustyps. Es gibt aber auch Beispiele für Erhalt, Renovierung und Umwidmung von Waldlerhäusern.

### Beispiele

#### Museumsdorf Tittling
Museumsdorf Bayerischer Wald. Hierhin hat der Reiseunternehmer Höltl (Gründer von Roteltours) in jahrelanger Sammelarbeit eine große Zahl vom Untergang bedrohter Häuser samt Inventar translozieren lassen. Waldlerhäuser bilden die Mehrzahl der hier präsentierten Häuser.

#### Rettenbach 12
Rettenbach 12. Die Denkmalschutzmedaille des Freistaates Bayern ging 2017 an die Besitzer dieses mustergültig renovierten Exemplars.

#### Hien-Sölde
Hien-Sölde. Als Sölden werden etwas größere Waldlerhäuser bezeichnet. Dieses Exemplar wurde renoviert und dient als Volksmusikstelle des Bayerischen Landesverbandes für Heimatpflege.

#### Freilichtmuseum Finsterau
Museumsdorf Finsterau. In dieses in nahezu 1000 m Höhe gelegene Freiluftmuseum wurden einige Waldlerhäuser transloziert.

#### Birg mich, Cillie.
Der im Bayerwald aufgewachsene Architekt Peter Haimerl verwirklichte mit einem seit 1974 leerstehenden Austragshaus ein neuartiges Konzept und wurde dafür mit dem Publikumspreis 2010 des Bundes Deutscher Architekten (BDA) ausgezeichnet. Der relativ marode Bestand wurde kaum verändert, dafür wurden von innen Kuben aus wärmedämmenden Beton eingefügt, die ein relativ modernes Wohnen ermöglichen und immer den Blick auf die alte Substanz freigeben.

#### Bayerwaldhaus im Westpark München
Die weiteste Reise hat das in den Westpark München anlässlich der Internationalen Gartenbauausstellung  1983 translozierte Bayerwaldhaus hinter sich. Es stand vorher im Museumsdorf Bayerischer Wald.

#### Das Emerenz Meier Haus
Das Geburtshaus der 1874 in Schiefweg geborenen Schriftstellerin Emerenz Meier ist ein Wirtshaus mit Museum Born in Schiefweg.

#### Das älteste Waldlerhaus
Das älteste Waldlerhaus steht nach heutigen Erkenntnissen in Teisnach, Hochfeld 1. Die Balken der Stube wurden dendrologisch auf das Jahr 1422 datiert.

#### Das Schwarzauer-Haus in Lohberg
In Lohberg, am Fuße des Arber, wurde ein Waldlerhaus von 1824 umfassend renoviert und wieder erlebbar gemacht. Hier findet sich eine permanente Bilderausstellung sowie wechselnde Kunstausstellungen.

#### Einödhof in Böbrach
Der Einödhof in Etzendorf 16, Böbrach, geht im Kern auf 1650 zurück und wird 2018 saniert.

## Unterschiede zum Böhmerwaldhaus
Die Unterscheidung zum Böhmerwaldhaus ist unter Experten noch umstritten. Erschwert wird diese Unterscheidung durch die Tatsache, dass große Teile des Bayerischen Waldes noch zu Beginn des 20. Jahrhunderts unter dem Begriff „Böhmerwald“ firmierten. Damals galt ausschließlich der Vordere Bayerische Wald als Bayerischer Wald. Der üblicherweise als Böhmerwaldhaus titulierte Haustyp findet sich heute vor allem entlang der Grenze zu Tschechien und in Sumava. Das Dach ist steiler und langgezogener. An der Giebelseite findet sich ein Schopfwalm. Die wetterseitigen Wände sind mit Holzschindeln verschlagen, ursprünglich auch das Dach.
Häufiger als beim Waldlerhaus finden sich auch aus Rundbalken gefertigte Erdgeschosse. In Masáka Lhota hat sich an mehreren Häusern eine besondere Zierform erhalten: Die Zwischenräume der dunklen Balken wurden mit hellem Putz verstrichen. In tieferen Lagen, Richtung Böhmen, sind die Höfe auffallend größer als in den kargen Höhenlagen. Auch die Böhmerwaldhäuser sind selten geworden. Eines der besterhaltenen Ensembles findet man in den ehemals „Deutschen Chaluppen“ bei Stachau/Stachy, mit einem vorbildlich renovierten Wohnstallhaus mit Altenteil. Eine Sonderform des Böhmerwaldhauses ist das Wallerer Haus, dessen alpiner Baustil sich auf Einwanderer als dem Alpenraum im 16. Jahrhundert zurückführen lässt.

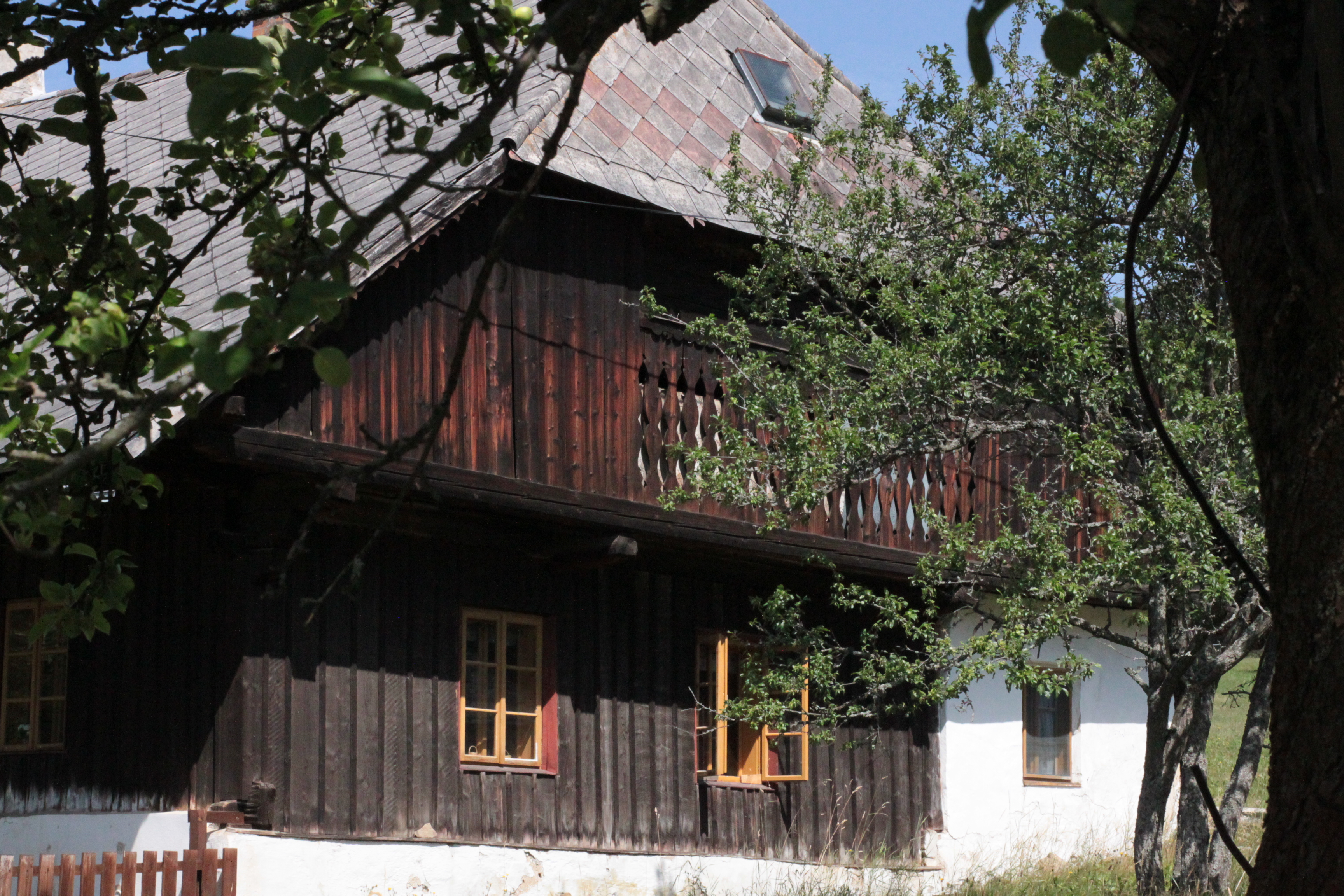
Der Schopfwalm ist der wohl entscheidende Unterschied
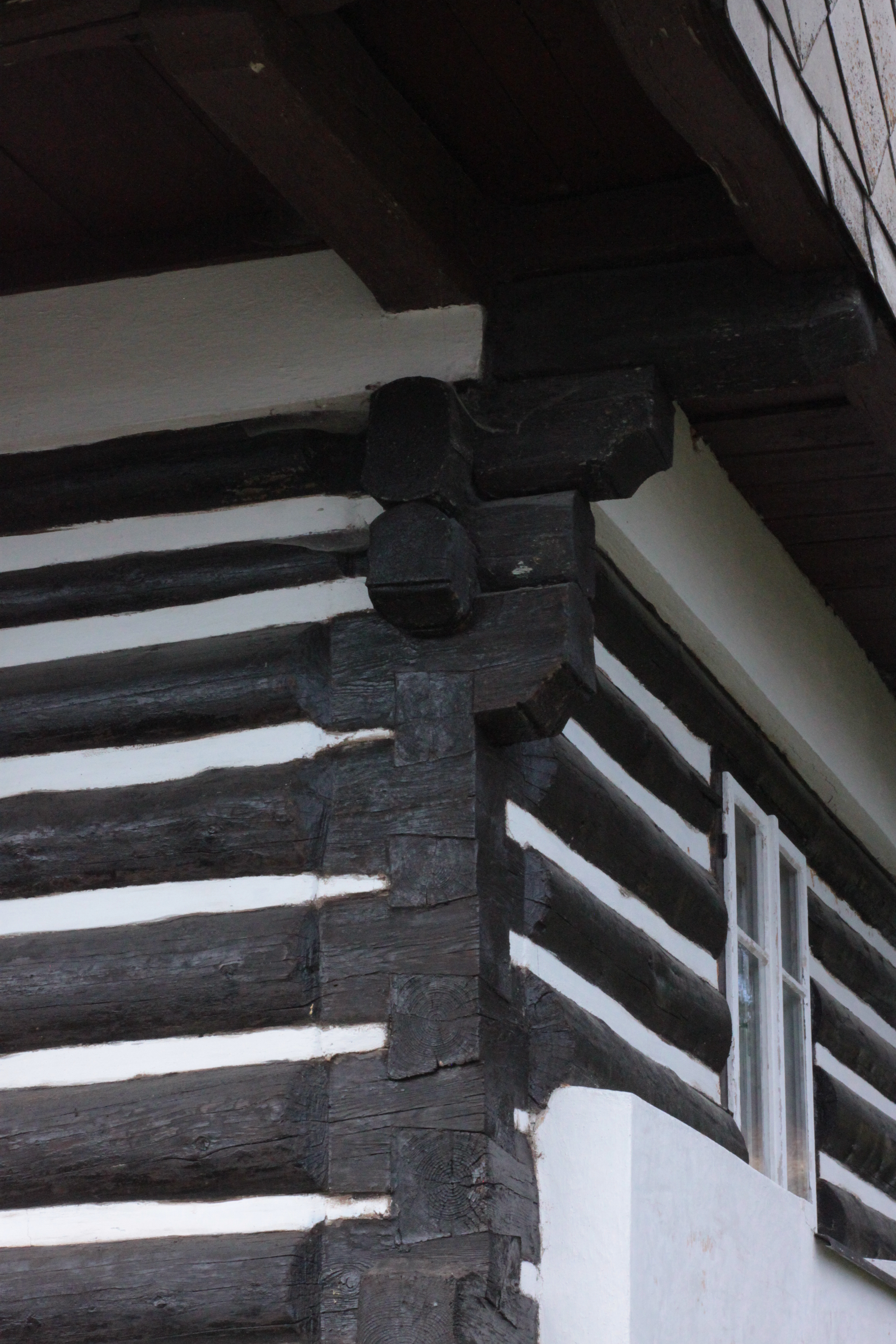
Mit hellem Putz verstrichene Zwischenräume sind häufig in Masákova Lhota zu finden
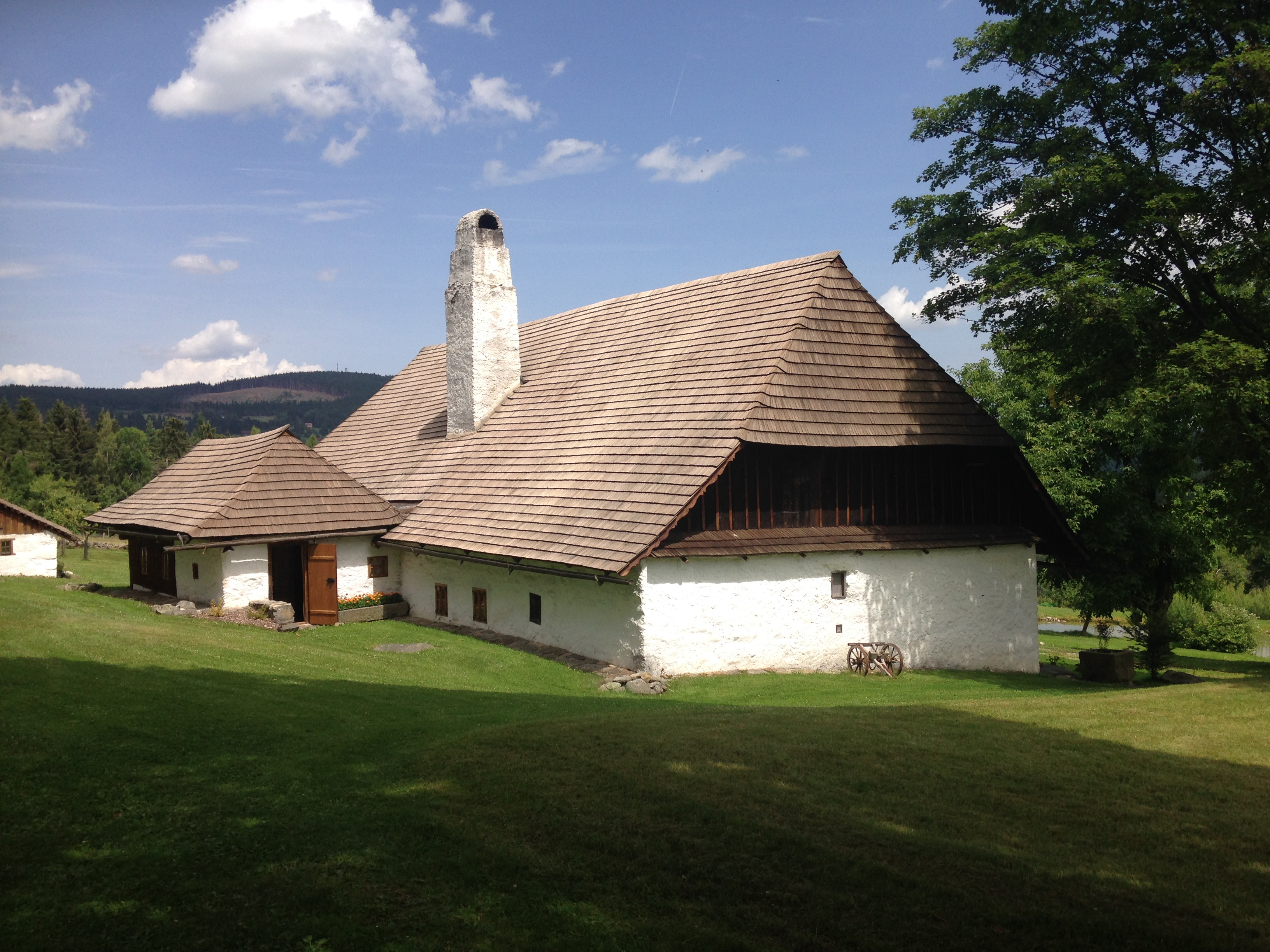
In den „Deutsch Chaluppen“ bei Stachau/Stachy ist einer der am besten erhaltenen Böhmerwaldhöfe zu finden
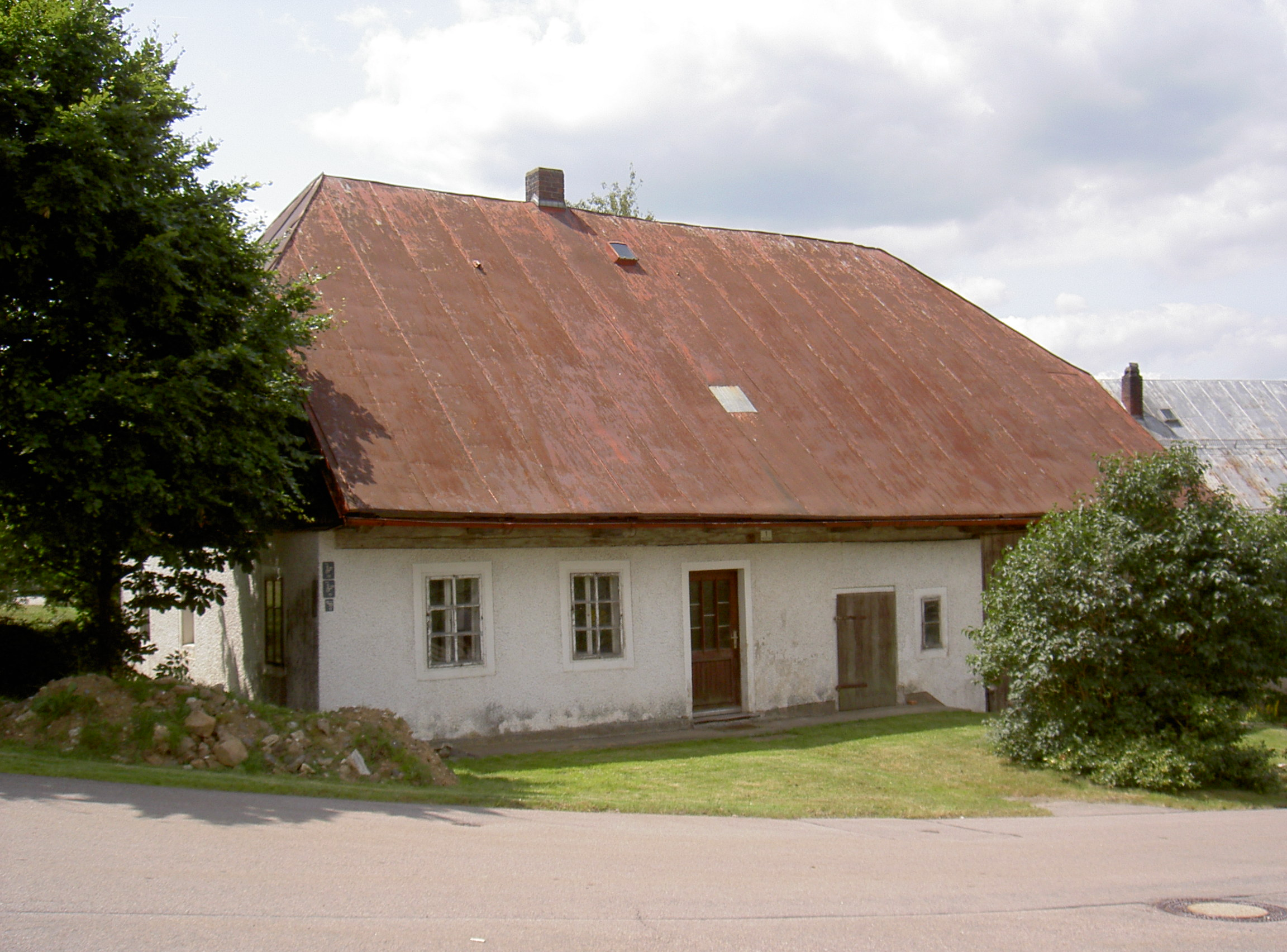
Mit dem Halbwalmdach rechnet man dieses 2017 mit dem Denkmalpreis versehene Haus in Stadlern (Landkreis Schwandorf) eher zum Typus Böhmerwaldhaus